# Мителсемерн
Мителсемерн (њем. Mittelsömmern) општина је у њемачкој савезној држави Тирингија. Једно је од 47 општинских средишта округа Унструт-Хајних. Према процјени из 2010. у општини је живјело 240 становника. Посједује регионалну шифру (AGS) 16064045.

## Географски и демографски подаци
Мителсемерн се налази у савезној држави Тирингија у округу Унструт-Хајних. Општина се налази на надморској висини од 290 метара. Површина општине износи 10,1 km². У самом мјесту је, према процјени из 2010. године, живјело 240 становника. Просјечна густина становништва износи 24 становника/km².